# Zentrat
Zentrat, auch Zentrifugat genannt, ist die Flüssigkeit, die beim Abtrennen von Feststoffen einer Suspension mittels Zentrifugen (Analogie: Filtrat beim Filtrieren) entsteht. Selbst feine Feststoffe können beispielsweise mit Dekantierzentrifugen abgetrennt werden, wenn die Sinkgeschwindigkeit ausreichend hoch ist. Kornform, Korngröße, Dichtedifferenz zwischen Feststoff und Flüssigkeit sowie deren Viskosität bestimmen die Sinkgeschwindigkeit. Unter Einwirkung  der Zentrifugalkraft lagern sich Feststoffe an der Mantelfläche ab. Transportschnecken fördern den Feststoff aus der Flüssigkeitzone.